# Будівля чотирьох судів
«Чотири суди» (англ. Four Courts ірл. Na Ceithre Cúirteanna) — одна з основних пам'яток дублінського класицизму. Нині це громадська будівля на березі річки Ліффі, де розташовані чільні судові установи Ірландії: Верховний суд Високий суд та окружний суд Дубліна До 2010 року тут також розміщувався Центральний кримінальний суд Ірландії.

## Будівництво
Будівництво почалося в 1776 році за проектом Томаса Кулі. Будівля спочатку призначалася для Національного архіву Ірландії. У 1784 році Кулі помер, і для завершення будівництва був запрошений архітектор Джеймс Гендон. Будівництво було завершено до 1796 року, але окремі елементи будівлі добудовувалися до 1802 року. Земельна ділянка, де розташовувалася будівля, спочатку належала адвокатській палаті Ірландії. Після завершення будівництва в будівлі розмістилися чотири головні суди Ірландії, звідки і пішла назва будівлі. Ця історично усталена назва збереглася і після судової реформи в Ірландії наприкінці XIX століття, і після судової реформи 1924 року, проведеної Ірландською вільною державою.

## Руйнування

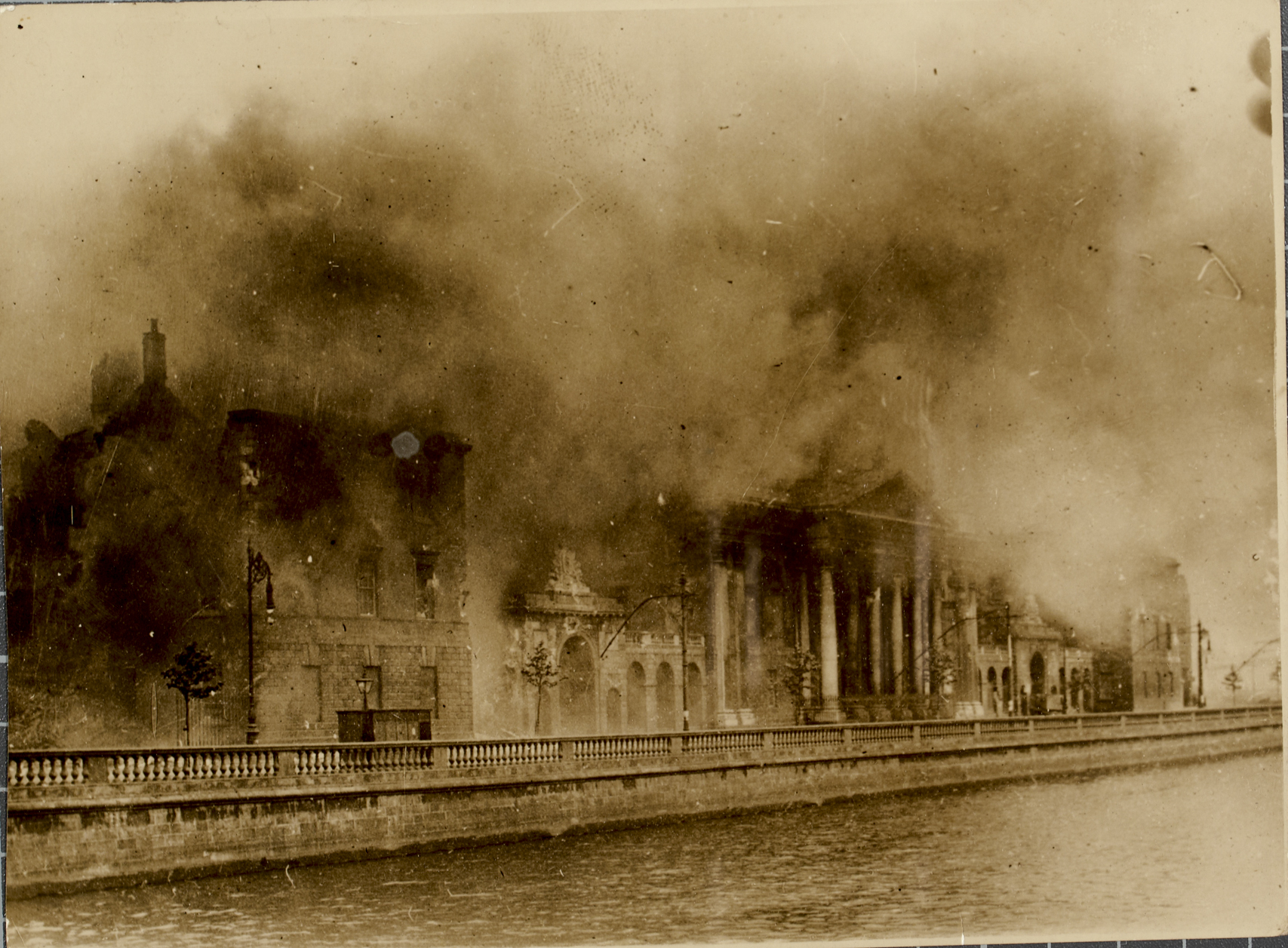
Пожежа в будівлі чотирьох судів під час Дублінської битви у червні 1922 року.

Під час боротьби за незалежність Ірландії будівля чотирьох судів серйозно постраждала в ході бойових дій. Під час Великоднього повстання воно було зайняте батальйоном повстанців під командуванням Неда Дейлі, після чого піддалося бомбардуванню британської артилерії, під час якої центр Дубліна був частково зруйнований. Ще більшої шкоди будівлі було завдано під час громадянської війни. 14 квітня 1922 року воно було зайняте частинами республіканців на чолі з Рорі О'Коннором. Після декількох місяців протистояння, частини Тимчасового уряду Ірландії за наказом командувача Майкла Коллінза атакували будівлю, що призвело до тижня бойових дій в Дубліні. В ході обстрілу 29 червня Історична будівля була зруйнована. 30 червня вже при здачі захисників будівлі в її західному крилі стався потужний вибух, що знищив Національний архів Ірландії, розташований в задній частині будівлі. В результаті цього вибуху загинули цінні архівні документи майже за тисячу років. З приводу причин вибуху немає єдиної думки. Є оцінки, що архів був замінований і підірваний республіканцями. Прихильники республіканців, зокрема майбутній прем'єр-міністр Ірландії Шон Лемасс, заперечували навмисний характер вибуху, стверджуючи, що вони використовували архів як сховище боєприпасів, а вибух був викликаний їх випадковою детонацією.

## Відновлення будівлі та подальша історія
Після руйнування будівлі чотирьох судів вищі судові установи Ірландії розташовувалися в Дублінському замку. У 1932 році старовинну будівлю чотирьох судів було відновлено, але більша частина старовинного інтер'єру оригінальної будівлі були втрачена (почасти через те, що багато архівних документів про її будівництво були втрачені під час вибуху 1922 року). Два бічних крила будівлі при реконструкції були пересунуті подалі від річки, щоб розширити прохід для пішоходів набережною. Ряд змін у деталях (зокрема, демонтаж димових труб), тим не менш, не завадили зберегти єдність архітектурного стилю створеного Гендоном у 1796 році.
На початку 1990-х років головний суддя Ірландії запропонував побудувати окрему спеціальну будівлю для розміщення Верховного Суду Ірландії, при збереженні інших судів в історичній будівлі, але до теперішнього часу ця пропозиція не реалізована.
У 2010 році було побудовано окрему будівлю для Центрального кримінального суду біля Фенікс-парку, і кримінальне діловодство було переміщено туди.
В даний час у будівлі чотирьох судів ведеться тільки судочинство в цивільних справах, при цьому історична назва будівлі зберігається.

## Примітка
1. ↑  Michal Boleslav Mechura (10 грудня 2006). Uimhreacha Na Gaeilge (PDF) (Irish) . с. 12. Архів оригіналу (PDF) за 4 березня 2011. Процитовано 19 травня 2011. {{cite web}}: Недійсний |deadurl=404 (довідка) [Архівовано 2011-03-04 у Wayback Machine.]
2. ↑  Maurice Craig: Dublin 1660—1860, page 243
3. ↑  New order in court as €140m legal 'Pantheon' opens doors [Архівовано 13 травня 2011 у Wayback Machine.], Dearbhail McDonald, Irish Independent, 24 November 2009